# Hertigdömet Thüringen
Hertigdömet Thüringen var ett markgrevskap i det merovingiska kungariket Austrasien. Det skapades kring 631 efter det att kung Dagobert I besegrats av den slaviska konfederationen i slaget vid Wogastisburg. Det ingick sedan i det karolingiska riket och dess hertigar utsågs av den tyske kungen ända tills det togs över av de sachsiska hertigarna 908. från cirka 1111/1112 styrdes det av den thüringska lantgervarna som furstar i det tysk-romerska riket.

## Historia
De germanska thüringarna omnämndes först på 400-talet och var då en hednisk folkstam. Deras rike sträckte sig en tid från Elbe i trakten av nuvarande Hamburg till Donau vid Regensburg, men omkring 531 störtades det av de förenade frankerna och sachsarna, varefter norra delen av deras land tillföll sachsarna och kallades Nordthüringergau. Området söder om Thüringerwald fick namnet Franken efter sina erövrare, och namnet Thüringen inskränktes inom de trånga gränser det ännu har.
Thüringen förblev en frankisk besittning, och frankiska grevar styrde i de olika "gauen",
i vilka landet var delat. Kristendomen, om inte infördes, åtminstone befästes i dessa trakter av
Bonifatius. Ett biskopsstift upprättades i Erfurt, och under Karl den store var "thüringska mark"
utgångspunkt för verksamma operationer mot de hedniska
sorberna.
839 förekommer första gången titeln greve av Thüringen  ("ducatus Toringubæ cum marchis suis"). Under de sachsiska kejsarna gjorde de särskilda grevarna i Thüringen sig alltmer oberoende, men landet samlades till en större enhet 1130, då Ludvig I av Thüringen, sannolikt tillhörande en i landet länge bosatt släkt, av kejsar Lothar I
utnämndes till lantgreve av Thüringen. Han efterträddes av sin son Ludvig II av Thüringen (d. 1172), om vilken de thüringska sagorna ha mycket att förtälja, dennes son Ludvig III av Thüringen den milde, som dog barnlös på
Cypern under hemfärden från tredje korståget (1190), hans broder Herman I, som vid Henrik
Lejonets fall blev pfalzgreve av Sachsen. Hans son
Ludvig IV (d. 1227 på en pilgrimsfärd till Jerusalem)
och dennes gemål, den heliga Elisabet (d. 1231), är bland de mest bekanta personligheterna i tyska medeltiden.
Den siste lantgreven av denna släkt var Ludvig IV:s broder Henrik Raspe, efter vars död (1247) utbröt det ödeläggande thüringska tronföljdskriget, som 1263 slutade så, att markgreve Henrik den upplyste av Meissen (av huset Wettin), Henrik Raspes systerson, fick det egentliga Thüringen, varemot det dittills med Thüringen förenade Hessen tillföll Ludvigs och Elisabets dotter Sofia. En son till Henrik den upplyste var Albrekt II den vanartige (f. 1240, d. 1314), som 1293 sålde Thüringen till tyske kungen Adolf av Nassau.
Men varken dennes eller hans efterträdare Albrekt I av Tysklands försök att tillägna sig Thüringen lyckades, utan det fortfor att tillhöra markgrevarna av Meissen, vilka 1423 fick kurfurstlig värdighet som hertigar i Sachsen. Vid Sachsens delning 1485 lades Thüringen huvudsakligen till den ernestinska linjens besittningar.